# Monumento conmemorativo a James A. Garfield
El Monumento conmemorativo a James A. Garfield (en inglés, James A. Garfield Memorial) es un monumento y el lugar de descanso final del asesinado presidente James A. Garfield, ubicado en el cementerio Lake View de la ciudad de Cleveland, en el estado de Ohio (Estados Unidos). El monumento, cuya construcción comenzó en octubre de 1885 y se inauguró el 30 de mayo de 1890, exhibe una combinación de estilos neobizantino, neogótico y neorrománico. Allí están enterrados Garfield, la ex primera dama Lucretia Garfield y otros dos miembros de la familia Garfield.
El monumento fue agregado al Registro Nacional de Lugares Históricos en 1973.

## Selección del sitio
El presidente James A. Garfield, que residía cerca de Mentor, murió el 19 de septiembre de 1881 de las secuelas de un disparo recibido algunos meses antes. El propio Garfield había expresado el deseo de ser enterrado en el cementerio de Lake View, y el cementerio ofreció un lugar de forma gratuita a su viuda, Lucretia Garfield.
La señora Garfield accedió a enterrar a su marido en Lake View. Incluso antes del funeral de Garfield, sus amigos y admiradores hicieron planes para erigir una gran tumba en alguna elevación del cementerio.
El Comité Conmemorativo de Garfield seleccionó el punto más alto del cementerio en junio de 1883 para el lugar de descanso final del presidente. El cementerio Lake View construyó un camino alrededor del monumento a principios de 1885 y comenzó a trabajar para cortar un camino desde Euclid Gate hasta el sitio conmemorativo más tarde ese otoño. El cementerio también comenzó a trabajar para realizar mejoras en el paisaje, el agua y el drenaje alrededor del sitio.

## Diseño y construcción
La tumba fue diseñada por el arquitecto George Keller en los estilos renacimiento bizantino, gótico y románico. Toda la piedra para el monumento provino de las canteras de Cleveland Stone Company y se extrajo localmente. Los relieves exteriores, que representan escenas de la vida de Garfield, fueron realizados por Caspar Buberl. Costó 135 000 dólares (unos 4 100 000 en 2023) y fue financiado en su totalidad a través de donaciones privadas. Parte de la financiación del monumento provino de centavos enviados por niños de todo el país.
La torre redonda mide 15 m de diámetro y 55 m alto. Alrededor del exterior del balcón hay cinco paneles de terracota con más de 110 figuras de tamaño natural que representan la vida y la muerte de Garfield.
El interior presenta vidrieras y paneles similares a ventanas que representan las 13 colonias originales, más el estado de Ohio, junto con paneles que representan Guerra y Paz, mosaicos, columnas de granito de color rojo intenso; y una estatua de 4 m en mármol blanco de Carrara del presidente Garfield por Alexander Doyle. Una plataforma de observación ofrece vistas del centro de Cleveland y el lago Erie.
La construcción del monumento comenzó el 6 de octubre de 1885, y se inauguró el 30 de mayo de 1890.
Los ataúdes del presidente y Lucretia Garfield se encuentran en una cripta debajo del monumento, junto con las urnas con las cenizas de su hija (Mary "Mollie" Garfield Stanley-Brown [1867–1947]) y su yerno Joseph Stanley Brown, que fueron incinerados. Lucretia Garfield murió el 13 de marzo de 1918 y fue enterrada en el Garfield Memorial el 21 de marzo.

## Historial operativo

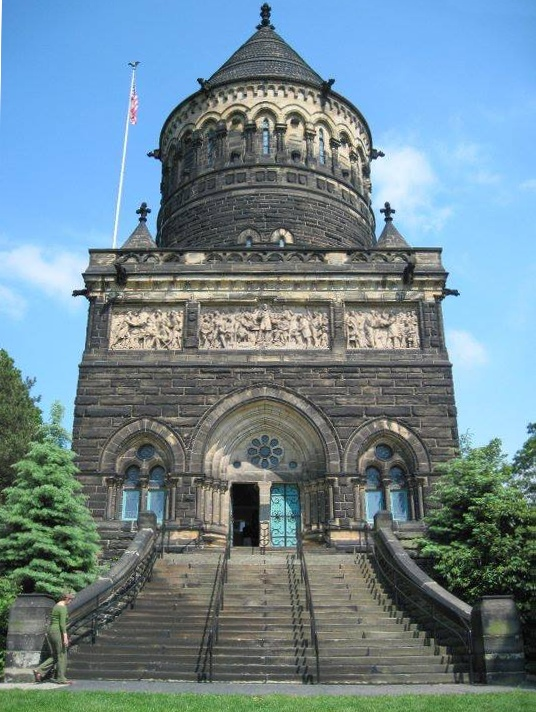
El monumento en 2013, antes de ser limpiado.

Dado que el Garfield Memorial era privado, el comité que supervisaba su funcionamiento cobró una tarifa de entrada de 10 centavos por persona para sufragar los costos de mantenimiento. 
A fines de octubre de 1923, la Asociación del Monumento Nacional de Garfield entregó el Monumento a Garfield al Cementerio Lake View. La mayoría de los miembros de la Asociación de Monumentos habían muerto y sus estatutos no permitían una junta que se perpetuara a sí misma. Después de aceptar el título del monumento y su terreno, el cementerio de Lake View puso fin de inmediato a la práctica de cobrar una tarifa de entrada de 10 centavos (2 en dólares de 2023 ) al monumento. Lake View también comenzó a limpiar, reparar y rehabilitar el monumento.
Lake View Cemetery gastó 5 millones de dólares en 2016 y 2017 en la conservación, reparación y mejora de los elementos estructurales del monumento. Esto incluyó el refuerzo de vigas y columnas en el sótano.
En 2019, el cementerio inició un proyecto multimillonario para limpiar el exterior y reparar cualquier mortero dañado o faltante. Fue la primera vez en la historia del monumento que se limpió el exterior.